# Barbra Streisand
Barbara Joan "Barbra" Streisand (Brooklyn, New York, 1942. április 24. –) kétszeres Oscar-díjas, kilencszeres Golden Globe-, négyszeres Emmy- és tízszeres Grammy-díjas amerikai színésznő, énekesnő, zeneszerző, rendező, forgatókönyvíró és producer. Az RIAA hivatalos adatbankja szerint a legtöbb albumot eladott női előadóművész az Amerikai Egyesült Államokban, 71,5 millió minősített albumeladással. Világszerte több mint 140 millió lemeze kelt el.
Streisand azon kevés művész közé tartozik, akik színész és énekesként egyszerre rendelkeznek Oscar-díjjal, valamint listavezető számmal az amerikai Billboard Hot 100 hivatalos slágerlistáján.
A 2009-ben kiadott Love is the Answer című albuma szintén listavezető lett az Egyesült Államokban, ezzel rekordot döntve napjainkig ő az egyetlen előadó, aki pályája során összesen öt egymásutáni évtizedben ért el listavezető pozíciót a Billboard 200 slágerlistán.
Magyarországon a MAHASZ hivatalos archívuma szerint a Love is the Answer, illetve The Ultimate Collection című válogatásalbuma is aranylemez minősítést szerzett.

## Élete és pályafutása
New York Brooklyn városrészében született ortodox zsidó családban. Édesapját korán elveszítette, ez a tragédia adott indíttatást első rendezéséhez (Yentl). Anyja nem nézte jó szemmel lánya színészi álmait, és folyton becsmérelte Barbra külsejét. Sidney Poitier-val és Paul Newmannel az első sztárok között volt az 1970-es években, akik saját produkciós irodát alapítottak.
Szerepeiben főként akaratos, elszánt nőket alakít, drámai és komikus karaktereket is sikerrel formázott meg. Manapság Hollywood leggazdagabb üzletasszonyai közé tartozik, egyes becslések szerint 180 millió dolláros vagyonnal rendelkezik.
1998-ban a zsidó vallás szertartása szerint feleségül ment James Brolin keresztény színészhez. Mindig együtt ünnepli születésnapját barátnőjével, Shirley MacLaine-nel, akivel egy napon született. Közeli barátnője még Donna Karan divattervező. Első férjéhez, Elliott Gouldhoz fűződő kapcsolatából született egy fia, Jason. Koncertjei állandó karmestere és filmjeinek rendszeres zeneszerzője Marvin Hamlisch.

## Filmográfia

### Film
Filmrendező, forgatókönyvíró és producer
| Év   | Magyar cím          | Eredeti cím                                           | Feladatkör | Feladatkör        | Feladatkör |
| Év   | Magyar cím          | Eredeti cím                                           | Rendező    | Író               | Producer   |
| ---- | ------------------- | ----------------------------------------------------- | ---------- | ----------------- | ---------- |
| 1976 | Csillag születik    | A Star Is Born                                        | Nem        | Nincs feltüntetve | Vezető     |
| 1979 | A nagy szám         | The Main Event                                        | Nem        | Nem               | Igen       |
| 1983 | Yentl               | Yentl                                                 | Igen       | Igen              | Igen       |
| 1986 |                     | Putting It Together: The Making of the Broadway Album | Igen       | Nem               | Igen       |
| 1987 | Call girl ötszázért | Nuts                                                  | Nem        | Nem               | Igen       |
| 1991 | Hullámok hercege    | The Prince of Tides                                   | Igen       | Nem               | Igen       |
| 1996 | Tükröm, tükröm      | The Mirror Has Two Faces                              | Igen       | Nem               | Igen       |
| 1999 |                     | City at Peace                                         | Igen       | Nem               | Vezető     |
| 2012 | Szeka-túra          | The Guilt Trip                                        | Nem        | Nem               | Vezető     |

Filmszínész
| Év   | Magyar cím                                        | Eredeti cím                        | Szerep                                          | Magyar hang        |
| ---- | ------------------------------------------------- | ---------------------------------- | ----------------------------------------------- | ------------------ |
| 1968 | Funny Girl                                        | Funny Girl                         | Fanny Brice                                     | Almási Éva         |
| 1969 | Hello, Dolly!                                     | Hello, Dolly!                      | Dolly Levi                                      | Almási Éva         |
| 1970 | Egy tiszta nap szembenézhetsz az örökkévalósággal | On a Clear Day You Can See Forever | Daisy Gamble / Melinda Tentrees                 |                    |
| 1970 | A bagoly és a cicababa                            | The Owl and the Pussycat           | Doris Wilgus / Wadsworth / Wellington / Waverly | Détár Enikő        |
| 1972 | Mi van, doki?                                     | What's Up, Doc?                    | Judy Maxwell                                    | Kiss Mari          |
| 1972 | Enyém, tied, miénk                                | Up the Sandbox                     | Margaret Reynolds                               |                    |
| 1973 | Ilyenek voltunk                                   | The Way We Were                    | Katie Morosky                                   | Kovács Zsuzsa      |
| 1974 | Csak a férjem meg ne tudja!                       | For Pete's Sake                    | Henrietta "Henry" Robbins                       | Vándor Éva         |
| 1975 | Funny Lady                                        | Funny Lady                         | Fanny Brice                                     | Almási Éva         |
| 1976 | Csillag születik                                  | A Star Is Born                     | Esther Hoffman Howard                           | Almási Éva         |
| 1979 | A nagy szám                                       | The Main Event                     | Hillary Kramer                                  | Andresz Kati       |
| 1981 | Szerelem az éjszakában                            | All Night Long                     | Cheryl Gibbons                                  | Kiss Erika         |
| 1981 | Szerelem az éjszakában                            | All Night Long                     | Cheryl Gibbons                                  | Kovács Nóra        |
| 1983 | Yentl                                             | Yentl                              | Yentl Mendel / Anshel Mendel                    | Kovács Nóra        |
| 1983 | Yentl                                             | Yentl                              | Yentl Mendel / Anshel Mendel                    | Major Melinda      |
| 1987 | Call girl ötszázért                               | Nuts                               | Claudia Faith Draper                            | Almási Éva         |
| 1991 | Hullámok hercege                                  | The Prince of Tides                | Dr. Susan Lowenstein                            | Kútvölgyi Erzsébet |
| 1996 | Tükröm, tükröm                                    | The Mirror Has Two Faces           | Rose Morgan                                     | Détár Enikő        |
| 2004 | Vejedre ütök                                      | Meet the Fockers                   | Rozalin Bekúr                                   | Kovács Nóra        |
| 2010 | Utódomra ütök                                     | Little Fockers                     | Rozalin Bekúr                                   | Kovács Nóra        |
| 2012 | Szeka-túra                                        | The Guilt Trip                     | Joyce Brewster                                  | Bencze Ilona       |

## Diszkográfia

### Albumok
- 1963: The Barbra Streisand Album
- 1963: The Second Barbra Streisand Album
- 1964: The Third Album
- 1964: People
- 1965: My Name Is Barbra
- 1965: My Name Is Barbra, Two…
- 1966: Color Me Barbra
- 1966: Je m'appelle Barbra

- 1967: Simply Streisand
- 1967: A Christmas Album
- 1969: What About Today?
- 1971: Stoney End
- 1971: Barbra Joan Streisand
- 1973: Barbra Streisand…And Other Musical Instruments
- 1974: The Way We Were
- 1974: ButterFly
- 1975: Lazy Afternoon
- 1976: Classical Barbra
- 1976: A Star is Born
- 1977: Streisand Superman
- 1978: Songbird
- 1979: Wet
- 1980: Guilty
- 1981: Memories
- 1984: Emotion
- 1985: The Broadway Album
- 1988: Till I Loved You
- 1993: Back to Broadway
- 1997: Higher Ground
- 1999: A Love Like Ours
- 2001: Christmas Memories
- 2003: The Movie Album
- 2005: Guilty Pleasures
- 2009: Love Is the Answer
- 2011: What Matters Most
- 2012: Release me

## Díjak, elismerések
- Golden Globe-díj (1969, 1977, 1984)
- Oscar-díj (1969, 1977)
- David di Donatello-díj (1969)
- Emmy-díj
- Grammy-díj